# مجموعة كارم

مجموعة كارم (بالإنجليزية: Carme group)‏ هي مجموعة من الأقمار الطبيعية غير النظامية و التي تتحرك بحركة تراجعية و تابعة لكوكب المشتري.
تتبع هذه الأقمار مدارات متشابهة كما يعتقد أنها أتت جميعاً من أصل مشترك.

## خصائص المجموعة
نصف المحور الرئيسي لكل الأقمار (المسافة بينهم وبين المشتري) تتراوح بين 22.9 و 24.1 جيجامتر.
أما ميلهم المداري فتتراوح بين 164.9° و 165.5° ، و بالنسبة للشذوذ المداري فهو ما بين 0.23 و 0.27 (مع استثناء واحد).

تضم هذه المجموعة الأقمار التالية (من الأكبر إلى الأصغر):
- كارم.
- تايجيت.
- إيوكيلاد.[3]
- إس/2003 جيه 5.[3]
- تشالدين.
- إيسون.
- كاليك.
- إرينوم.
- آيتن.
- كيل.
- باثيسي.
- إس/2003 جيه 9[3]
- إس/2003 جيه 10[3]

الإتحاد الفلكي الدولي (IAU) قام بتخصيص الأسماء المنتهية ب -e لكل الأقمار ذات الحركة التراجعية و من ضمنها اقمار هذه المجموعة.